# Aleksander Radler
Aleksander Radler von Weil, född 17 maj 1944 i Posen eller möjligen i Wien, är en svensk teolog och tidigare präst i Svenska kyrkan. Han har också varit aktiv som politiker, under 1980-talet för Moderaterna och senare för Kristdemokraterna. Efter Tysklands återförening avslöjades att han varit uppgiftslämnare åt östtyska säkerhetstjänsten Stasi.
Radler är föremålet för dokumentären Spionen som hamnade i kylan (2014).

## Utbildning och karriär
Radler växte upp i Östtyskland, men var österrikisk medborgare och kunde resa fritt mellan öst och väst. Han studerade teologi i Berlin och i Jena. År 1968 flyttade han till Lund i Sverige.
Radler blev teologie doktor vid Lunds universitet 1977 på avhandlingen Religion und kirchliche Wirklichkeit: eine rezeptionsgeschichtliche Untersuchung des Schleiermacherbildes in der schwedischen Theologie. Han blev kvar i Lund, med undantag att han 1982–1983 skötte professuren för systematisk teologi vid Åbo Akademi i Finland. Han tillträdde 1995 som kyrkoherde i Burträsks församling och han var gästprofessor vid Umeå universitet mellan åren 2009 och 2011.

## Stasi
Radler värvades av Stasi i september 1965. Hans kodnamn var "IM Thomas". Organisatoriskt tillhörde han Stasis distriktsförvaltning i Frankfurt an der Oder, avdelning XX/7, vilken inriktade sig på kyrkan och opposition inom teologiska kretsar. Hans registreringsnummer var V682/65. 
Radler avslöjades av den tyske teologen Dietmar Linke redan 1994, men valde att förneka fram till sommaren 2012 då Luleå stift begärt ett expertutlåtande från Stasi-forskaren Helmut Müller-Enbergs. Bakgrunden var att professor Birgitta Almgren i sin och Müller-Enbergs bok Inte bara spioner 2011 beskrivit hans fall och visat att kontakterna med Stasi fortsatte tills Stasi avvecklades 1990. Efter erkännandet avsade Radler sig prästämbetet och sina politiska förtroendeuppdrag. Domkapitlet i Luleå förklarade honom därefter obehörig att vara präst i Svenska kyrkan.